# Dryadillo uenoi
Dryadillo uenoi là một loài chân đều trong họ Armadillidae. Loài này được Nunomura miêu tả khoa học năm 1995.